# Folkets hus (bok)
Folkets hus är författaren Jan Myrdals debutbok. Boken gav Myrdal ut på eget förlag 1953, efter att den refuserats av förlagen.